# Sadd-e Amīr Kabīr
Sadd-e Amīr Kabīr (persiska: سد امير كبير, كَرَجَ دَم, سَدِّ كَرَج) är en dammbyggnad i Iran.   Den ligger i provinsen Alborz, i den norra delen av landet, 40 km nordväst om huvudstaden Teheran. Sadd-e Amīr Kabīr ligger 1 667 meter över havet.
Terrängen runt Sadd-e Amīr Kabīr är bergig österut, men västerut är den kuperad. Sadd-e Amīr Kabīr ligger nere i en dal. Runt Sadd-e Amīr Kabīr är det mycket tätbefolkat, med 1 819 invånare per kvadratkilometer. Närmaste större samhälle är Karaj, 16,4 km sydväst om Sadd-e Amīr Kabīr. Trakten runt Sadd-e Amīr Kabīr består i huvudsak av gräsmarker.